# حادثة منغوليا الداخلية
حادثة منغوليا الداخلية، أو حادثة تطهير حزب الشعب الثوري في منغوليا الداخلية ( (بالصينية: 内人党事件؛ البينيين: Nèi rén dǎng shìjiàn) 中国安... )، كانت عملية تطهير سياسي ضخمة حدثت أثناء الثورة الثقافية في منغوليا الداخلية. حظيت عملية التطهير بدعم اللجنة المركزية للحزب الشيوعي الصيني وقادها تنج هاي تشينغ، وهو ملازم أول (تشونغ جيانج) في جيش التحرير الشعبي. وقعت هذه المذبحة في الفترة من عام 1967 إلى عام 1969، حيث صنف أكثر من مليون شخص كأعضاء في حزب الشعب الثوري لمنغوليا الداخلية (PRP) المنحل بالفعل، بينما أسفرت عمليات الإعدام خارج نطاق القانون والمذابح المباشرة عن مقتل عشرات الآلاف، وكان معظمهم من المغول.
وفقًا للشكوى الرسمية التي قدمتها النيابة العامة الشعبية العليا في عام 1980 بعد الثورة الثقافية، أثناء التطهير، اعتقل 346000 شخص، وتعرض 16222 شخصًا للاضطهاد حتى الموت أو القتل المباشر، وأصيب أكثر من 81000 شخص بإصابات دائمة وإعاقة. وتشير تقديرات أخرى إلى أن عدد القتلى يتراوح بين 20 ألفًا و100 ألف شخص، في حين اعتقل مئات الآلاف ومحاكمتهم، وتأثر أكثر من مليون شخص.
بعد الثورة الثقافية، اعتُبرت عملية التطهير "خطأً" وأُعيد تأهيل ضحاياها من قبل الحزب الشيوعي الصيني خلال فترة " بولوان فانتشنغ "، لكن قائد عملية التطهير، تنج هاي تشينغ، لم يتلق أي محاكمة أو عقوبة قانونية على الإطلاق لأن اللجنة المركزية للحزب الشيوعي الصيني اعتقدت أنه حقق إنجازات خلال الحروب في الماضي. من ناحية أخرى، تلقى بعض المنتسبين إلى تنغ أحكامًا مختلفة بالسجن، حيث حُكم على أحد المنتسبين الرئيسيين إلى المغول بالسجن لمدة 15 عامًا.

## الخلفية التاريخية

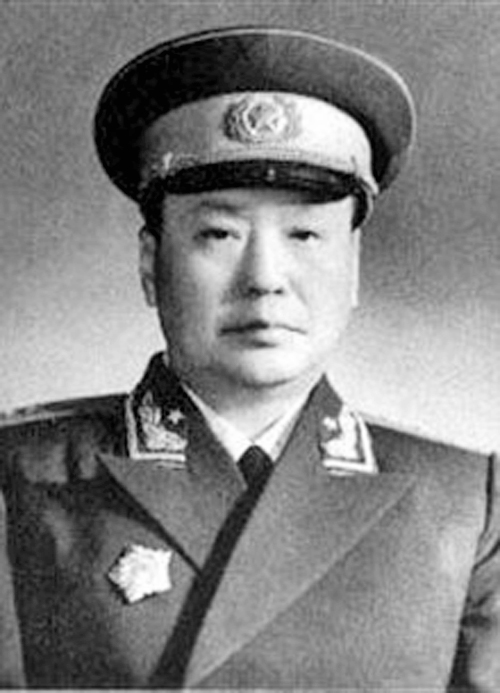
أولانهو، مؤسس ورئيس منطقة منغوليا الداخلية ذات الحكم الذاتي.

في 16 مايو 1966، انطلقت الثورة الثقافية رسميًا في البر الرئيسي للصين على يد ماو تسي تونج بمساعدة مجموعة الثورة الثقافية. من 7 يونيو إلى 20 يوليو 1966، اتُهم أولان هو، رئيس منطقة منغوليا الداخلية ذاتية الحكم في الصين آنذاك، بأنه "ناشط مناهض للحزب " وتعرض للاضطهاد. في ذلك الوقت، تعرض أولان هو أيضًا لانتقادات من كبار القادة مثل ليو شاو تشي ودنج شياو بينج، الذين سرعان ما تعرضوا للاضطهاد أيضًا في الثورة الثقافية. في 16 أغسطس 1966، فصل أولان هو من مناصبه الرسمية ووضع تحت الإقامة الجبرية في بكين. كما تعرض بعض المقربين منه مثل جي ياتاي للاضطهاد أيضًا.
وفي مايو 1967، عين تنج هاي تشينغ كزعيم أعلى لمنطقة منغوليا الداخلية العسكرية. في 27 يوليو 1967، أعلن الفرع الشمالي للجنة المركزية للحزب الشيوعي الصيني أن أولان هو ارتكب خمس جرائم، بما في ذلك مناهضة الماوية، ومعاداة الاشتراكية، والانفصالية، وما إلى ذلك. بدعم من المارشال لين بياو، وجيانج تشينغ (زوجة ماو)، وكانج شنغ (رئيس وكالة الاستخبارات الداخلية في إدارة الشؤون الاجتماعية المركزية )، بدأ تنج في إطلاق عملية تطهير واسعة النطاق كانت تهدف إلى "استخراج" "سم أولان هو" في منطقة منغوليا الداخلية.
خلال عملية التطهير، زعم أن حزب الشعب الثوري لمنغوليا الداخلية (PRP) المنحل قد أعاد تأسيس نفسه ووصل إلى السلطة منذ عام 1960. واتهم أولانهو بأنه زعيم هذا الحزب. صنف ما لا يقل عن مئات الآلاف من الأشخاص في منغوليا الداخلية كأعضاء في حزب الإصلاح الشعبي، الذين اعتبروا انفصاليين وتعرضوا للاضطهاد في وقت لاحق. خلال فترة التطهير، حظرت اللغة المنغولية من المنشورات واتهم المغول بأنهم "أبناء وورثة جنكيز خان ".

## الإعدام خارج نطاق القانون والمذبحة

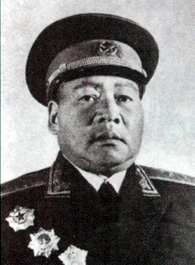
كان الجنرال تينغ هايتشينغ قائد حملة تطهير منغوليا الداخلية.

### طرق التعذيب والقتل
كانت الأساليب المستخدمة في الإعدام خارج نطاق القانون والقتل أثناء التطهير تشمل الوسم بالحديد الساخن، وتغذية نفايات الأفران، وإزالة الأكباد، والشنق، وقطع الألسنة والأنوف، وثقب الأظافر، وثقب المهبل، وسكب الماء المالح الساخن في الجروح، وأكثر من ذلك.

### عدد القتلى
وفقًا للشكوى الرسمية التي قدمتها النيابة العامة الشعبية العليا في عام 1980 بعد الثورة الثقافية، أثناء التطهير، اعتقل 346000 شخص (75 بالمائة منهم من المغول)، وتعرض أكثر من 16000 شخص للاضطهاد حتى الموت، وأصيب أكثر من 81000 شخص بإصابات دائمة وإعاقة.

#### وتشمل التقديرات الأخرى ما يلي:
- وفقًا للباحث با هي ((巴赫)): قُتل ما يقرب من 100 ألف شخص، وأُلقي القبض على 700-800 ألف شخص وتعرضوا للاضطهاد، وتأثر أكثر من مليون شخص.[7]
- وفقًا للمؤرخ الصيني سونغ يونغي ((宋永毅)) من جامعة ولاية كاليفورنيا، لوس أنجلوس : يشير مصدر غير رسمي إلى أن عدد القتلى بلغ 40 ألفًا على الأقل؛ ووصل 140 ألفًا إلى حد التشوه الدائم، وتعرض ما يقرب من 700 ألف شخص للاضطهاد.[4]
- وفقًا للمؤرخ لهامجاب أ. بورجيجين ((拉幕札部))، الذي ألقت الحكومة الصينية القبض عليه ومحاكمته في عام 2019 بسبب بحثه: قُتل ما لا يقل عن 27900 شخص وسُجن وعُذب 346000 شخص.[10][17][18]

### شخصيات بارزة قُتلت
- جي ياتاي، أول سفير لجمهورية الصين الشعبية لدى منغوليا (1950-1953) ونائب رئيس منطقة منغوليا الداخلية ذاتية الحكم.
- ها فنغ نائب رئيس منطقة منغوليا الداخلية ذاتية الحكم.
- داريجايا، نائب رئيس حكومة منغوليا الداخلية.

## إعادة التأهيل
بعد الثورة الثقافية، تولى الزعيم الأعلى الجديد للصين دينج شياو بينج السلطة في ديسمبر 1978، وأطلق مع هو ياوبانج وآخرين حملة واسعة النطاق لإعادة تأهيل الضحايا في ما يسمى "القضايا الظالمة والكاذبة وغير الصحيحة" التي ارتكبت أثناء الثورة الثقافية.
اعتبرت حادثة منغوليا الداخلية "خطأً" وأعاد الحزب الشيوعي الصيني تأهيل ضحاياها في عام 1979 خلال فترة " بولوان فانتشنغ "، وألقى باللوم في عملية التطهير بأكملها على " عصابة الأربعة وزمرة لين بياو ". بدأت محاكمات عصابة الأربعة في عام 1980.
في ثمانينيات القرن العشرين، كانت هناك دعوات لمحاكمة تنج هاى تشينغ، قائد التطهير في منغوليا الداخلية، لكن اللجنة المركزية للحزب الشيوعي الصيني اعتقدت أن تنج حقق إنجازًا خلال الحروب الماضية وبالتالي لن يُعاقب أكثر من ذلك لقيادته التطهير. من ناحية أخرى، تلقى بعض أتباع تنغ أحكامًا مختلفة بالسجن، حيث حُكم على أحد أتباع المغول الرئيسيين، وولان باجان ((乌兰巴干))، بالسجن لمدة 15 عامًا.